# International Union of Tenants

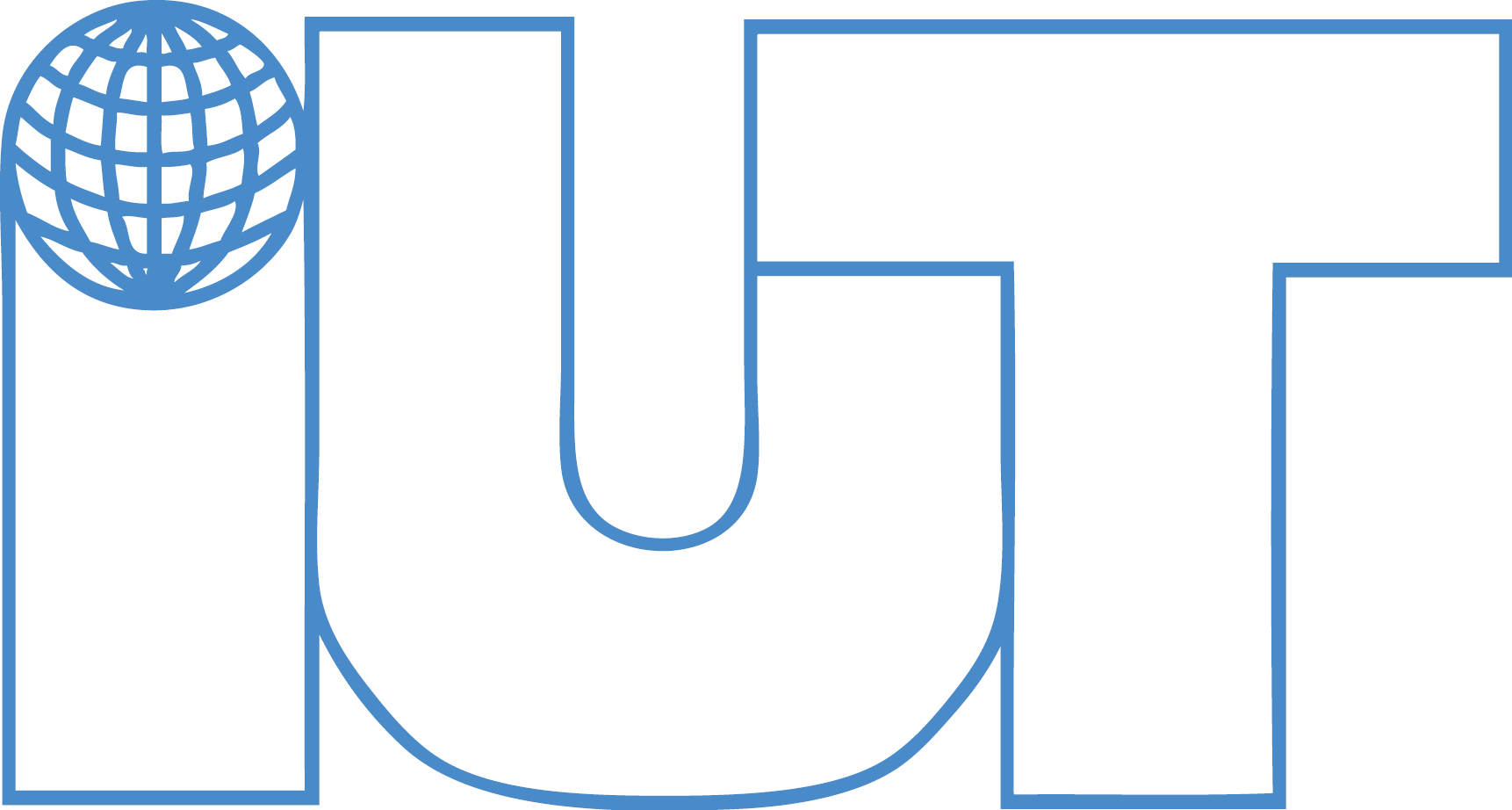
Logo

Die International Union of Tenants (IUT) ist eine internationale Vereinigung von nationalen Mieterschutzorganisationen.
1926 wurde die IUT in Zürich gegründet. 1956 wechselt der Hauptsitz nach Stockholm. 2008 kam ein Vertretungsbüro in Brüssel hinzu.
Die IUT hat derzeit 72 Mitgliederverbände in 47 Staaten. Aus dem deutschsprachigen Raum sind die Mitglieder:
- Deutscher Mieterbund
- Mietervereinigung Österreichs und
- Schweizerischer Mieterinnen- und Mieterverband.